# Liriomyza subinsignis
Liriomyza subinsignis este o specie de muște din genul Liriomyza, familia Agromyzidae, descrisă de Spencer în anul 1982. Conform Catalogue of Life specia Liriomyza subinsignis nu are subspecii cunoscute.